# François Boëdec
François Boëdec, né en 1962 à Vannes (Morbihan) est un prêtre jésuite français. 

## Biographie
Après des études de droit à l'université de Rennes 1, il entre au noviciat en 1986 et est ordonné prêtre en 1996. En 1997, il obtient un DEA en relations internationales à l'université de Paris 1 et en 2002, il soutient une thèse de doctorat en science politique sur l'enjeu de l'eau au Moyen-Orient,,.
Entre 2003 et 2007, il travaille chez Bayard, où il dirige la revue Croire aujourd'hui. Puis, il devient chapelain de l'église Saint-Ignace à Paris et prend la direction du département d'éthique publique au Centre Sèvres. En 2015, il devient directeur du Centre Sèvres, succédant ainsi à Henri Laux. 
En 2017, il devient provincial de la province d'Europe occidentale francophone de la Compagnie de Jésus nouvellement créée,.
Son nom circule en 2022 pour succéder à Michel Aupetit comme archevêque de Paris,. 

## Publications
- L'évangile social : guide pour une lecture des encycliques sociales (avec Henri Madelin), Paris, Bayard, 1999.
- Les chrétiens dans le débat public (avec Étienne Grieu et Dominique Quinio), Paris, Éditions Facultés jésuites, 2014.